# Elva Goulbourne
Elva Elizabeth Goulbourne, później Goulbourne-Rose (ur. 21 stycznia 1980 w regionie Saint Ann) – jamajska lekkoatletka, specjalistka skoku w dal i sprinterka, mistrzyni igrzysk panamerykańskich i igrzysk Wspólnoty Narodów, olimpijka.

## Kariera sportowa
Odniosła wiele sukcesów jako juniorka. Zwyciężyła w skoku w dal na mistrzostwach panamerykańskich juniorów w 1997 w Hawanie. Zdobyła srebrne medale w biegu na 100 metrów i biegu na 200 metrów na CARIFTA Games w 1998 w Port-of-Spain. Zwyciężyła w sztafecie 4 × 100 metrów i zdobyła srebrny medal w skoku w dal oraz zajęła 6. miejsce w biegu na 100 metrów na mistrzostwach Ameryki Środkowej i Karaibów juniorów w 1998 w George Town. Odpadła w kwalifikacjach skoku w dal na mistrzostwach świata juniorów w 1998 w Annecy. Ponownie zwyciężyła w tej konkurencji na mistrzostwach panamerykańskich juniorów w 1999 w Tampa.
Startując w zawodach seniorów zdobyła brązowy medal w skoku w dal na igrzyskach panamerykańskich w 1999 w Winnipeg, przegrywając jedynie z Brazylijką Maurren Maggi i Amerykanką Angelą Brown. Zajęła 9. miejsce w tej konkurencji na igrzyskach olimpijskich w 2000 w Sydney. Zdobyła złoty medal w skoku w dal na mistrzostwach Ameryki Środkowej i Karaibów w 2001 w Gwatemali.
Wystąpiła w biegu eliminacyjnym sztafety 4 × 100 metrów na mistrzostwach świata w 2001 w Edmonton. Sztafeta Jamajki, biegnąc z Juliet Campbell w miejsce Goulbourne, zajęła w finale 3. miejsce, wobec czego Goulbourne również otrzymała brązowy medal. Na tych samych mistrzostwach Goulbourne zajęła 10. miejsce w skoku w dal.
Zwyciężyła w skoku w dal, wyprzedzając Jade Johnson z Anglii i Anju Bobby George z Indii, a także zdobyła srebrny medal w sztafecie 4 × 100 metrów (która biegła w składzie: Goulbourne, Juliet Campbell, Astia Walker i Veronica Campbell) na igrzyskach Wspólnoty Narodów w 2002 w Manchesterze. Ponownie zwyciężyła w skoku w dal na mistrzostwach Ameryki Środkowej i Karaibów w 2003 w Saint George’s. Na mistrzostwach świata w 2003 w Paryżu odpadła w kwalifikacjach skoku w dal, a jamajska sztafeta 4 × 100 metrów z Goulbourne w składzie nie ukończyła biegu finałowego. Odpadła w kwalifikacjach skoku w dal na halowych mistrzostwach świata w 2004 w Budapeszcie. Zdobyła srebrny medal w tej konkurencji na mistrzostwach Ameryki Środkowej i Karaibów w 2005 w Nassau. Na mistrzostwach świata w 2005 w Helsinkach zajęła 12. miejsce w skoku w dal, a na igrzyskach Wspólnoty Narodów w 2006 w Melbourne 9. miejsce w tej konkurencji.
Zdobyła zloty medal w sztafecie 4 × 100 metrów (biegła tylko w eliminacjach) i zajęła 4. miejsce w skoku w dal na igrzyskach panamerykańskich w 2007 w Rio de Janeiro. Odpadła w kwalifikacjach skoku w dal na mistrzostwach świata w 2007 w Osace. 
Goulbourne była mistrzynią Jamajki w skoku w dal w latach 2000–2005 oraz wicemistrzynią w 2007. Była również akademicką mistrzynią Stanów Zjednoczonych (NCAA) w skoku w dal w 2002 i 2003.
Dwukrotnie ustanawiała rekord Jamajki w skoku w dal do rezultatu 7,16 m (22 maja 2004 w Meksyku). Jest to aktualny (listopad 2020) rekord Jamajki.